# Hustenbonbon

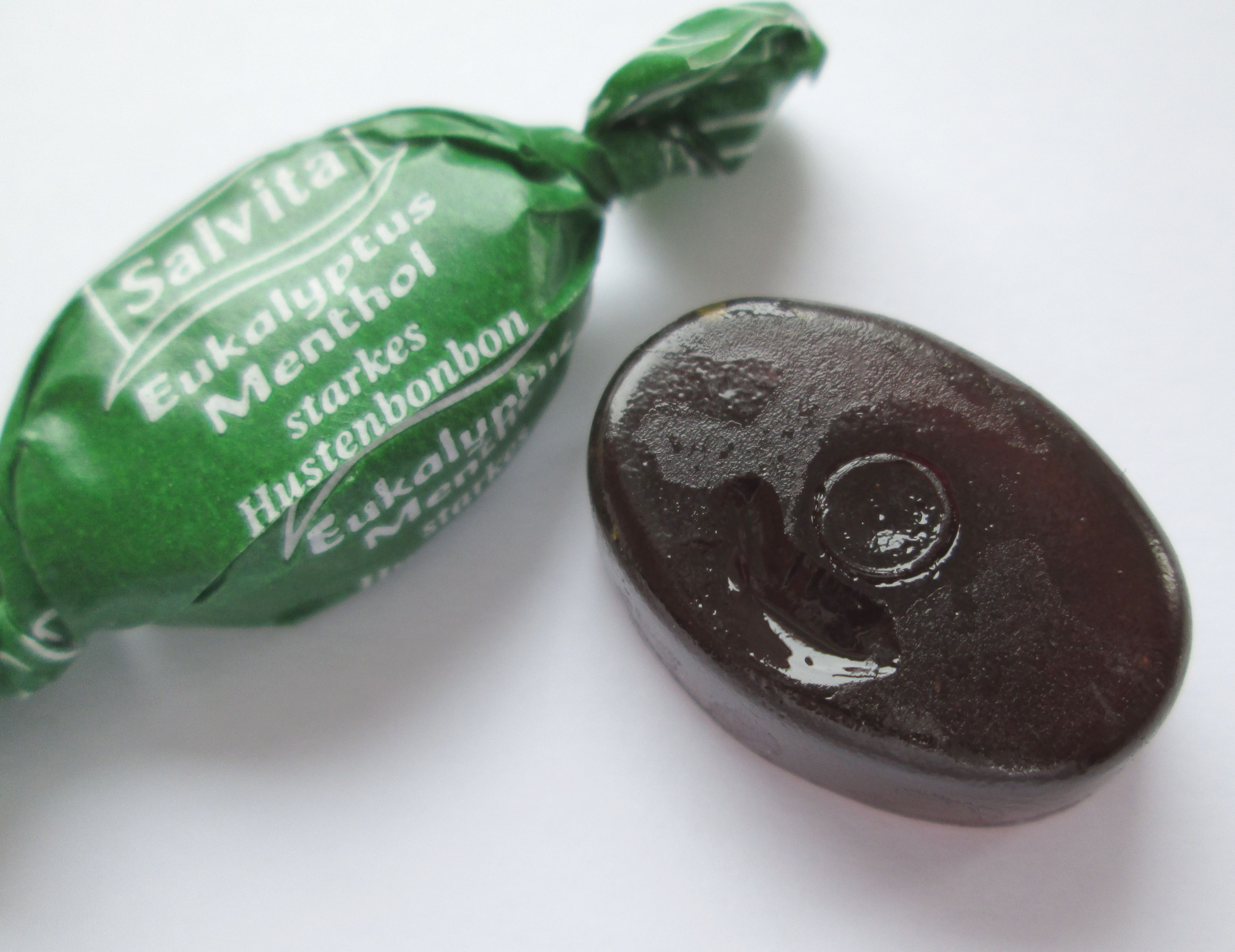
Ein Eukalyptus-Menthol-Hustenbonbon

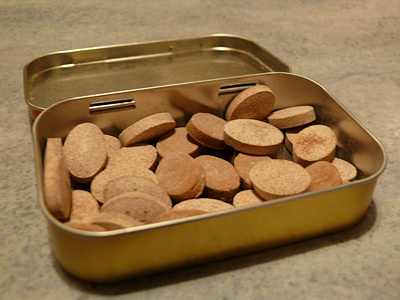
Hustenbonbons

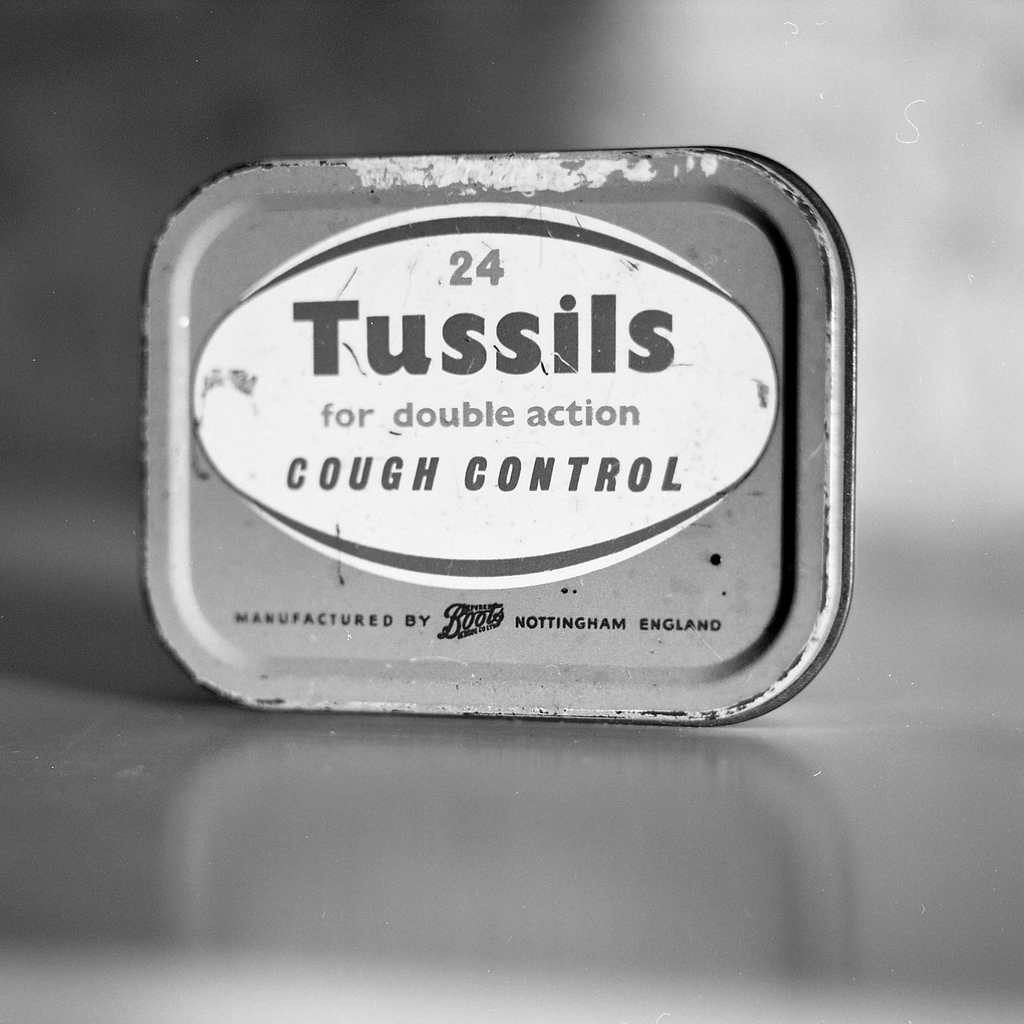
Tussils (Hustenpastillen)

Hustenbonbons (auch Halsbonbons, in Österreich Hustenzuckerl) sind Bonbons, die durch den Zusatz ätherischer Öle oder spezieller Kräuterextrakte Husten und Hals- und Rachenbeschwerden (z. B. Halsschmerzen) lindern sollen.

## Inhaltsstoffe
Hustenbonbons sollen abschwellend und schleimlösend wirken und die Atemwege befreien. Je nach Rezeptur wird auch eine lokale Schmerzbetäubung angestrebt.
Hustenbonbons enthalten daher häufig ätherische Öle wie Eukalyptusöl oder Minzöl bzw. isoliertes Menthol. Des Weiteren kommen Extrakte aus Heilkräutern wie zum Beispiel Salbei, Spitzwegerich, Schlüsselblume und Eibisch zum Einsatz. Bereits das Damen Conversations Lexikon von 1835 weiß, dass zur Linderung des Hustens „auch Gurgelmittel und lösende Süßigkeiten dienlich sind“.

## Herstellung
Das Verfahren gleicht dem der Herstellung anderer Bonbons. Die Kräuter werden samt Traubenzucker oder Zuckeraustauschstoffen wie Isomalt in einem Gefäß geschmolzen. Die flüssige Masse wird zum Erstarren in Formen gegossen. Nicht einzeln verpackte Bonbons werden gegen Verkleben oft mit einer Trennschicht überzogen.

## Siehe auch

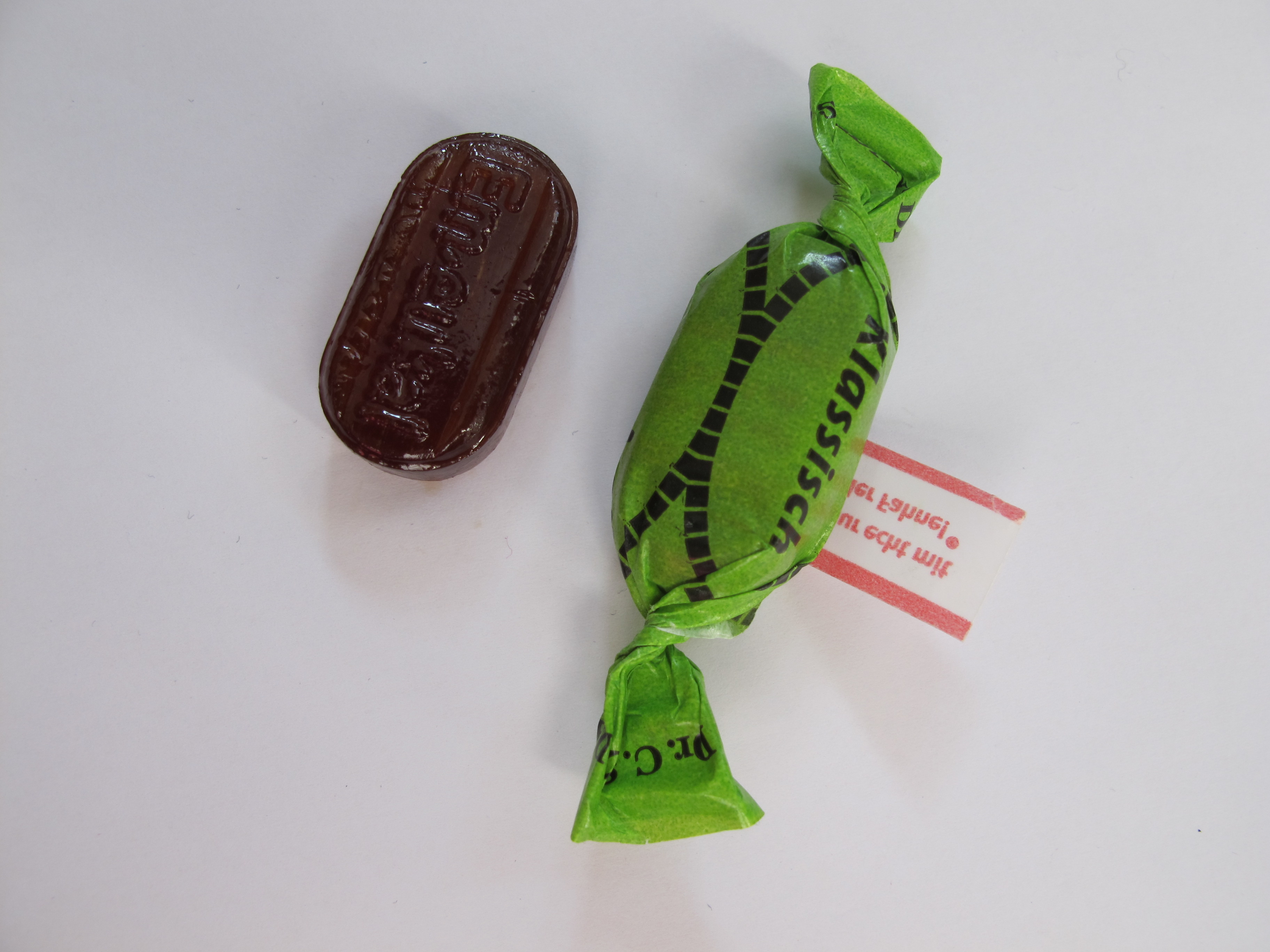
Klassischer Em-eukal Hustenbonbon nach der Original-Rezeptur von Dr. Carl Soldan seit 1923.[https://www.apotheke-adhoc.de/nachrichten/detail/markt/soldan-apotheker-bonbon-kocher-em-eukal-drogerie-otc-freiwahl/?tx_ttnews%5BsViewPointer%5D=2